# Ann Telnaes
Ann Carolyn Telnaes (Estocolmo, 15 de noviembre de 1960) es una caricaturista editorial estadounidense. Fue la segunda mujer en ganar el Premio Pulitzer de Caricatura Editorial.

## Trayectoria
Nació en Estocolmo en 1960. A los 13 años, se convirtió en ciudadana estadounidense. En 1979, se graduó de Reno High School en Reno, Nevada. En 1985, Telnaes se licenció en Bellas Artes en el Instituto de Artes de California, especializándose en animación de personajes. En 2020, impartió el curso "Comentario a través de caricaturas" como profesora visitante en CalArts.
Antes de convertirse en dibujante editorial, trabajó en el campo de la animación y también como diseñadora de espectáculos para Walt Disney Imagineering. Participó en películas como The Brave Little Toaster y The Chipmunk Adventure. Trabajó como animadora en estudios en Londres, Los Ángeles, Nueva York y Taiwán.
En 2003, mientras la Corte Suprema Judicial de Massachusetts estaba decidiendo el destino del matrimonio entre personas del mismo sexo, Telnaes creó una caricatura editorial que criticaba el desequilibrio histórico de los roles de género en los Estados Unidos. En 2004, Telnaes realizó una exposición individual en el Gran Salón del Edificio Thomas Jefferson. Ese mismo año, publicó su primer libro.
En 2008, comenzó a trabajar para The Washington Post. En 2015, The Washington Post eliminó una caricatura de Telnaes del sitio web del periódico. La caricatura mostraba a Ted Cruz como un organillero con dos monos. Su respuesta fue: "Ted Cruz ha incluido a sus hijos en un anuncio político — No empiecen a gritar cuando los caricaturistas editoriales los dibujen también".
Entre 2016 y 2017, fue presidenta de la Asociación de Caricaturistas Editoriales de Estados Unidos. En 2020, su obra fue incluida en la exposición Mujeres en el cómic: mirando hacia adelante, mirando hacia atrás en la Sociedad de Ilustradores de la ciudad de Nueva York. Sus viñetas han aparecido también en publicaciones como Chicago Tribune, Los Angeles Times, St. Louis Post-Dispatch, Newsday, The New York Times, The Baltimore Sun, Austin American-Statesman y USA Today.
A principios de enero de 2025, Telnaes dimitió de su puesto en The Washington Post después de que una de sus caricaturas, que satirizaba la obediencia de los poderosos medios de comunicación y multimillonarios de la tecnología al presidente entrante Donald Trump fuera rechazada por David Shipley, editor de opiniones. En el boceto se incluyeron el propietario del Post, Jeff Bezos, el editor de Los Angeles Times, Patrick Soon-Shiong, y el jefe de Meta/Facebook, Mark Zuckerberg. La negativa a publicar esta caricatura fue calificada por la Asociación de Caricaturistas Editoriales de Estados Unidos como “censura cobarde” y “cobardía política”.

## Reconocimientos
En 1996 obtuvo el premio a Mejor caricaturista en la XVII edición del Global Media Awards del Population Institute y el premio a mejor caricaturista editorial en los Environmental Media Awards. Ese mismo año, fue finalista en los National Cartoonists Society Reuben Awards en la categoría de caricatura editorial.En 1997, ganó el National Headliner Award for Editorial Cartoons.
En 2001, Telnaes ganó el Premio Pulitzer de Caricatura Editorial, convirtiéndose en la segunda dibujante femenina y una de las pocas profesionales independientes en lograrlo. En 2002, ganó el Premio Maggie a la Excelencia en los Medios por sus caricaturas editoriales en apoyo a los derechos reproductivos por su labor en Planned Parenthood. En 2003 obtuvo el Premio Clifford K. y en 2006 el The National Press Foundation’s Berryman Award.
En 2007, fue reconocida en la 15 edición del Annual International Dutch Cartoon Festival. En 2011, fue finalista del Premio Herblock. En 2017, recibió el Premio Reuben, siendo la primera mujer en conseguirlo. En 2023 ganó el Premio Herblock.